# Bispo Alves
Bispo Alves (Muribeca), é um político brasileiro, filiado ao Republicanos. Nas eleições de 2022, foi eleito deputado estadual pelo ES.